# 15-minutenstad
De 15-minutenstad is een planologisch concept bedacht door de Colombiaans-Franse bouwkundige Carlos Moreno.
Volgens het concept zou iedere stedeling toegang moeten hebben tot winkels, werkgelegenheid, onderwijs, zorg, groen, sport- en cultuurfaciliteiten op maximaal vijftien minuten fiets- of wandelafstand. Het concept wordt ondertussen ook wel de X-minutenstad genoemd door de vele variaties die erop zijn bedacht. Maatregelen genomen tijdens de coronapandemie en bezorgdheden over de klimaatverandering zorgden wereldwijd voor toenemende interesse in het concept.

## Mogelijke voordelen
- De nood aan transportmogelijkheden vermindert. Dat is beter voor het klimaat en de leefomgeving.
- Zich te voet of per fiets verplaatsen is goed voor de lichamelijke gezondheid en het welzijn.
- Alles kort bij de hand hebben bespaart veel tijd en geld.[3]

## Mogelijke nadelen
- Segregatie en ongelijkheid zouden niet af- maar toenemen in de 15-minutenstad.[4]
- De betaalbaarheid van stadswoningen kan nog meer onder druk komen te staan.
- Door verkeerscirculatieplannen, het weren van gemotoriseerd vervoer en de hoge druk op ruimte en overheidsmiddelen met bvb. de centralisatie van ziekenhuizen tot gevolg kan de toegankelijkheid van sommige diensten voor minder mobiele mensen in het gedrang komen.[5]